# Мамедбеков, Керим Гусейнович
Керим Гусейнович Мамедбеков (15 (27) марта 1899, Ерси, Кайтаго-Табасаранский округ, Дагестанская область, Российская империя — 7 сентября 1938, Москва, РСФСР) — советский дагестанский политический и общественный деятель, революционер; активный участник борьбы за установление советской власти в Дагестане, председатель Дагестанской областной ЧК (1921—1922), народный комиссар внутренних дел Дагестанской АССР (1921—1923), начальник Дагестанского областного отдела ГПУ (1922—1925 и 1928—1931), зам. пред. СНК ДСС (1924—1931 г.). народный комиссар финансов и (1925—1928) и председатель СНК Дагестанской АССР (1931—1937).

## Биография

### Юность
Керим Мамедбеков родился 15 (27) марта 1899 года в селении Ерси Дагестанской области в семье письмоводителя. Этнический азербайджанец. Его отец, уроженец Кубинского уезда, переселился в Дагестан, где женился на дочери дербентского сеида Мир Садыка, крестьянке Сеид-Каябике, от брака с которой и родился Керим Мамедбеков. Кроме него, в семье было ещё шестеро детей: двое мальчиков и четыре девочки.
Когда он подрос, его отвезли в Дербент к дедушке Мир Садыку и бабушке Рабия-Ханум, которые в 1906 году отдали мальчика в мусульманскую школу. Совсем скоро, в 1908 году, семью Мамедбековых постигли два несчастья — скончался дед, а у родителей произошёл раздор и мать, забрав детей, ушла от мужа. Она переехала из с. Маджалис, куда был назначен отец К. Мамедбекова, в отцовский дом в Дербент. Благодаря учителю Дербентского реального училища Молла Фейзуллы Алиеву, Керим Мамедбеков был определён в Дербентское училище. Более того, М. Ф. Алиев помог получить пособие от мусульманского благотворительного общества, а с 1914 года добился для К. Мамедбекова казённой стипендии. В том же, в 1914 году, его перевели в Темир-Хан-Шуринское реальное училище, но по состоянию здоровья Керим был вынужден вернуться домой, продолжив обучение в Дербентском реальном училище.
В 16 лет Керим Мамедбеков впервые знакомится с марксистской литературой. В этот же период он устанавливает дружественные отношения с революционной молодёжью, в числе которых брат с сестрой Ароном и Любовью Эрлих, с Г. Ильдаровым. Обучавшийся вместе с К. Мамедбековым в Дербентском реальном училище Исай Нахшунов вспоминал: «Больше влияние на Мамедбекова оказало ближайшее окружение соратника С. М. Кирова по работе на Северном Кавказе — профессионального революционера Якова Львовича Маркуса… В этом окружении находились старшие дети семби Эрлих, с которой Керим позднее сроднился». С 1915 года — член ученических революционных кружков в Дербенте. В апреле 1917 года Мамедбеков стал член РСДРП(б).

### В Дагестанском ЧК
30 апреля 1921 года Керим Мамедбеков стал председатель Дагестанской областной ЧК, а 6 мая он назначен председателем Дагестанского отдела Всероссийской Чрезвычайной Комиссии. В декабре того же года Мамедбеков одновременно возглавил народный комиссар внутренних дел Дагестанской АССР.
В качестве руководителя внутренних органов он принимал активное участие в подавлении восстания Гоцинского, затем вёл ожесточённую борьбу с оставшимися после Гоцинского небольшими отрядами. В 1923 г. под его руководством было раскрыто дело убийства известного государственного деятеля Д. Маркова. В 1924 году Мамедбеков ликвидировал отряд Хасу-Гаджи, действовавший в Хасавюртовском округе. Под его руководством вплоть до 1927 года были выявлены и обезврежены иттихадистские организации, укрывавшиеся в Южном Дагестане, ликвидированы отряды полковника Новосельцева в Кизлярском округе, Али Булата в Кайтаго-Табасаранском и Даргинском округах, Али Шабана в Кюринском округе, отряд шейха Шарафутдина в Гунибском округе и отряд Кер Ашимам и Казибека Манатилова, пробравшихся из Азербайджана в Самурский и Кюринский округа.

## Семья
Жена — Любовь Юльевна Эрлих (1902—1988), революционерка и участница Гражданской войны в Дагестане, сестра революционера Арона Юльевича Эрлиха. В браке у них родился сын Гарун. Во время Великой Отечественной войны он добровольно ушёл на фронт и погиб в битве под Москвой.
Брат Керима Мамедбекова — Ага, погиб, защищая Ленинград. Другой брат — Хади, прошёл боевой путь от Волги до Берлина. Под Ростовом погиб двоюродный брат Керима — Джабар Мамедбеков.
Вся семья Мамедбекова подверглась репрессиям. Л. Ю. Эрлих-Мамедбекова была арестована в один день с мужем, 3 июня 1940 года особым совещанием при НКВД СССР приговорена к 8-ми годам исправительно-трудовых лагерей. Сын Г. К. Мамедбеков был арестован 27 июня 1938 года, но позже был освобождён.

## Память
- Именем Мамедбекова были названы совхоз в Белиджах и улица в Дербенте[10], а также в других населенных пунктах республики.
- На улице Ленина в доме № 26 установлена мемориальная доска с надписью: «В этом доме жил и работал в 1920—1921 гг. Керим Мамедбеков — Чрезвычайный комиссар Южного Дагестана»[10].
- В 2015 году в Дербенте был открыт мемориальный бюст К. Мамедбекова[12]

## Награды
- Орден Красного Знамени (1922 г.)[7]